# Veikko Nyqvist
Karl Veikko Valdemar Nyqvist (ur. 9 sierpnia 1916 w Helsinkach, zm. 10 sierpnia 1968 tamże) – fiński lekkoatleta, specjalista rzutu dyskiem, medalista mistrzostw Europy z 1946.
Zdobył brązowy medal w rzucie dyskiem na mistrzostwach Europy w 1946 w Oslo, przegrywając jedynie z reprezentantami Włoch Adolfo Consolinim i Giuseppe Tosim.
Na igrzyskach olimpijskich w 1948 w Londynie zajął 6. miejsce w tej konkurencji, a na igrzyskach olimpijskich w 1952 w Helsinkach 12. miejsce.
Był mistrzem Finlandii w rzucie dyskiem w 1943, 1945, 1946 i 1949, wicemistrzem w 1942, 1947 i 1951 oraz brązowym medalistą w 1950 i 1952, a także mistrzem w pchnięciu kulą w  1942, wicemistrzem w 1943 i 1944 oraz brązowym medalistą w 1948.
Jego rekord życiowy w rzucie dyskiem wynosił 50,97 m (ustanowiony 16 września 1951 w Helsinkach), a w pchnięciu kulą 14,85 m (20 września 1943 w Helsinkach).